# خوان آگیلرا (بازیکن فوتبال، زاده ۱۹۰۳)
خوان آگیلرا (اسپانیایی: Juan Aguilera‎؛ ۲۳ اکتبر ۱۹۰۳ – ۲۱ اکتبر ۱۹۷۹) بازیکن فوتبال اهل شیلی بود.
از باشگاه‌هایی که در آن بازی کرده‌است می‌توان به باشگاه ورزشی آئوداکس ایتالیانو اشاره کرد.
وی همچنین در تیم ملی فوتبال شیلی بازی کرده‌است.